# لقمة (تشريح)
اللُقْمَة (بالإنجليزية: Condyle)‏ و معناها «مَفْصِل». هي بروز مستدير في نهاية عظم، في معظم الأحيان يكون هذا العظم جزءاً من مفصل، متمفصل مع عظم آخر. وهي أحد أنواع العلامات على العظم و صفة من صفات العظام، ويمكن أن تكون:

## علىعظم الفخذ، عند مفصلالركبة
- لقمة الفخذ الإنسية.
- لقمة الفخذ الوحشية.

## علىعظم الظنبوب (قصبة الساق)، عند مفصلالركبة
- لقمة إنسية لعظم الظنبوب.
- لقمة وحشية لعظم الظنبوب.

## علىالفك السفلي، فيالمفصل الصدغي الفكي
- لقمة القذالي.

## علىالعظم القذالي، في المفصل الفهقي القذالي
- ناتئ شبه لقمي.

## معرض الصور

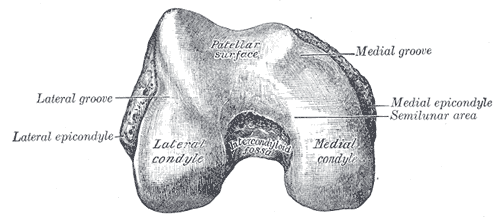
الجزء السفلي لعظم الفخذ ، عرض من أسفل.
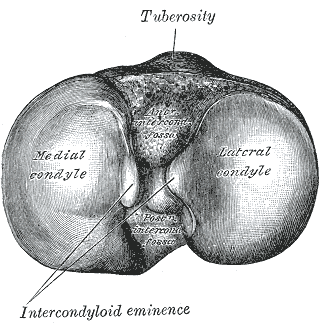
السطح العلوي لقصبة الساق اليمنى. الجزء الأمامي مبين في أعلى الرسم.
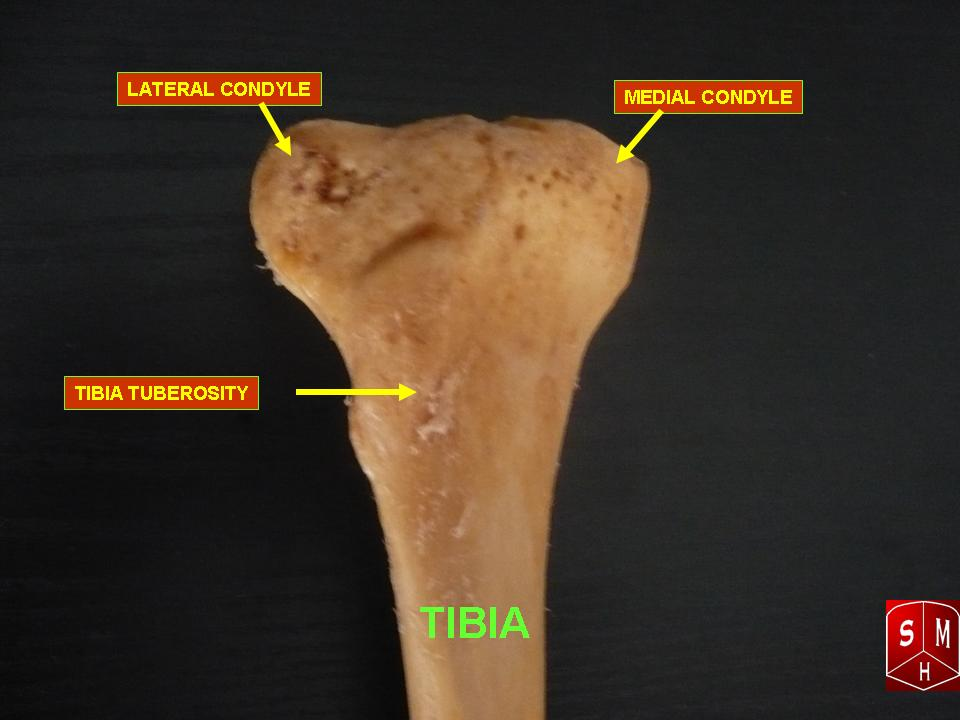
اللّقمة الوحشية لعظم الظنبوب ظاهرة.
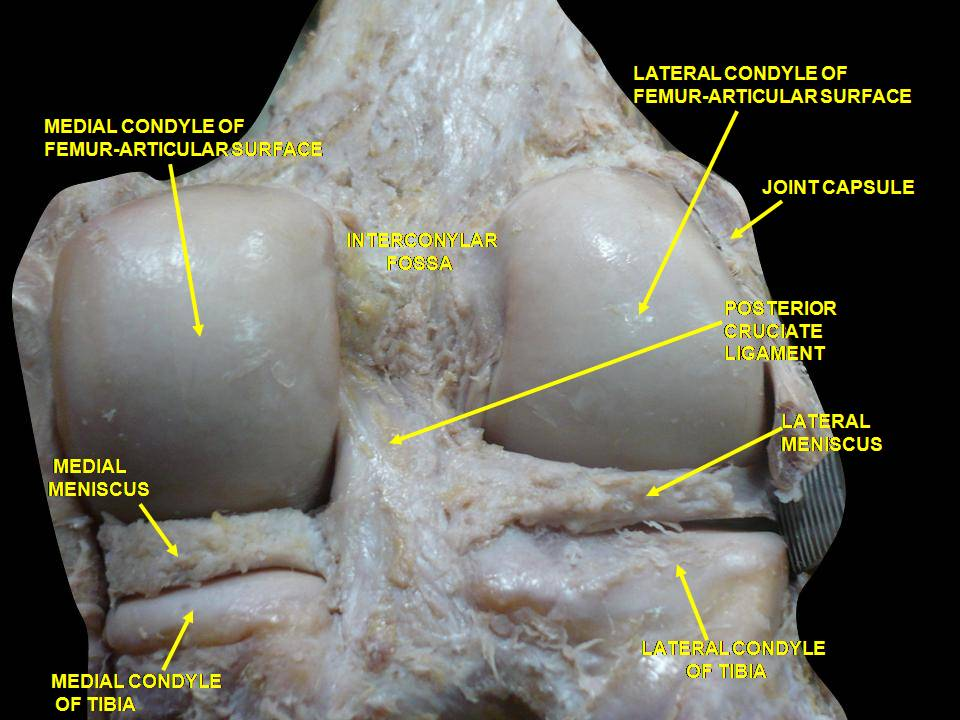
الركبة اليمنى في حالة تمديد. تشريح عميق. عرض خلفي.
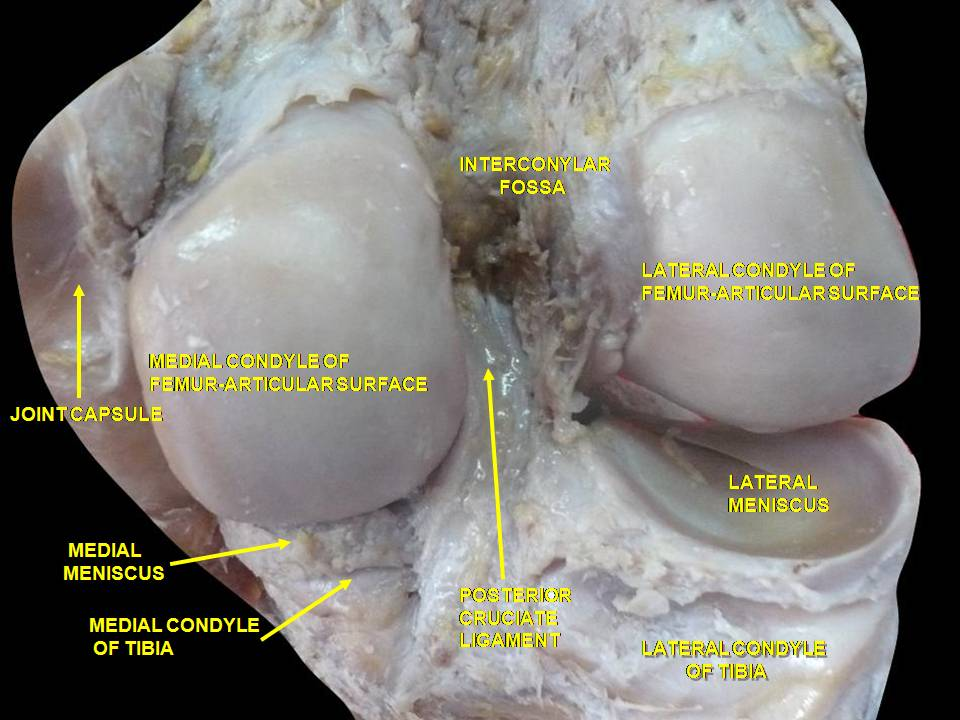
الركبة اليمنى في حالة تمديد. تشريح عميق. عرض خلفي.
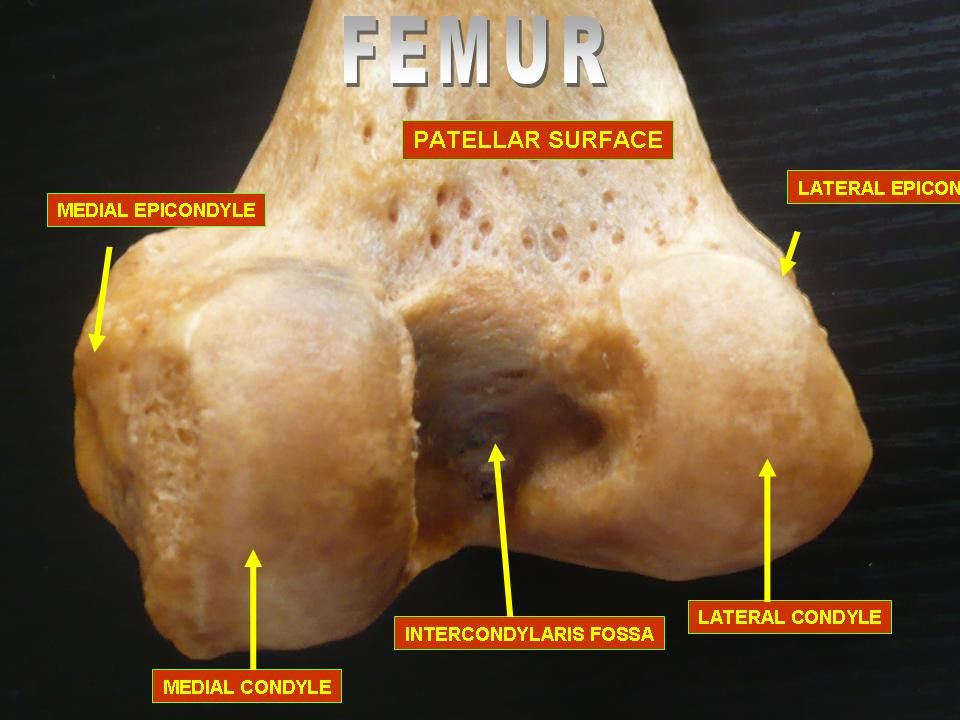
الجزء السفلي من عظم الفخذ.
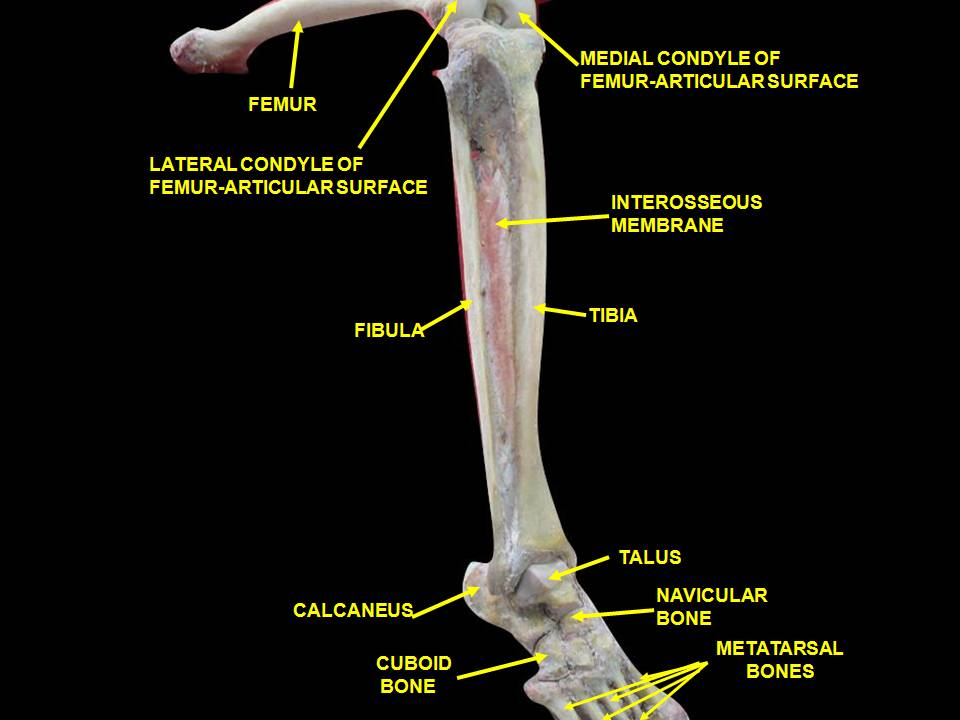
مفاصل الركبة و الظنبوبي الشظوي و الكاحل. تشريح عميق. عرض أمامي-وحشي.
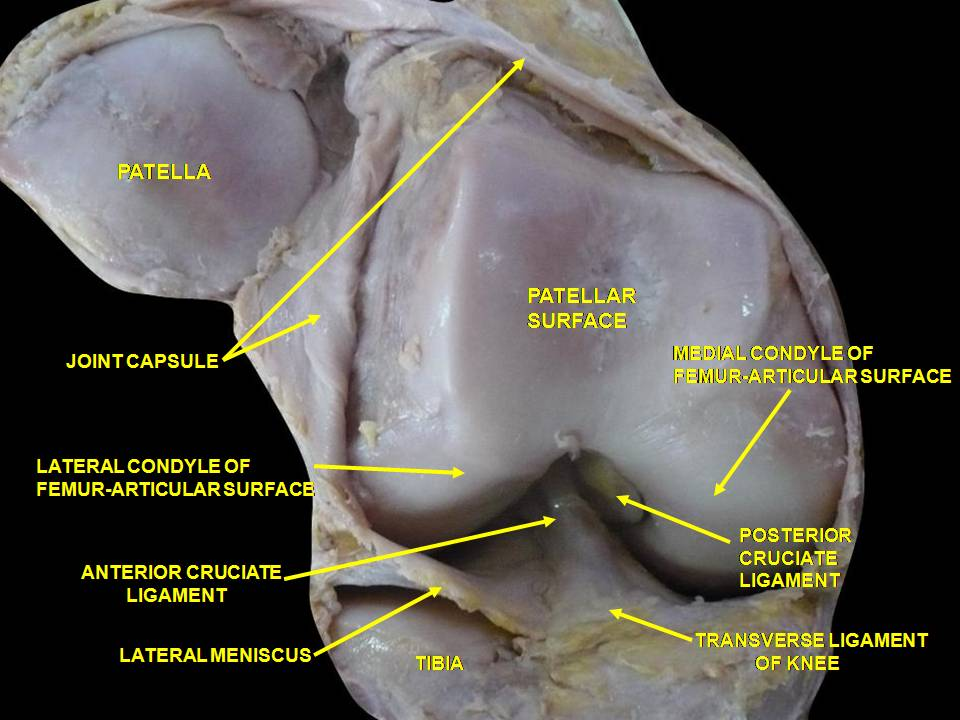
مفصل الركبة. تشريح عميق. عرض أمامي.
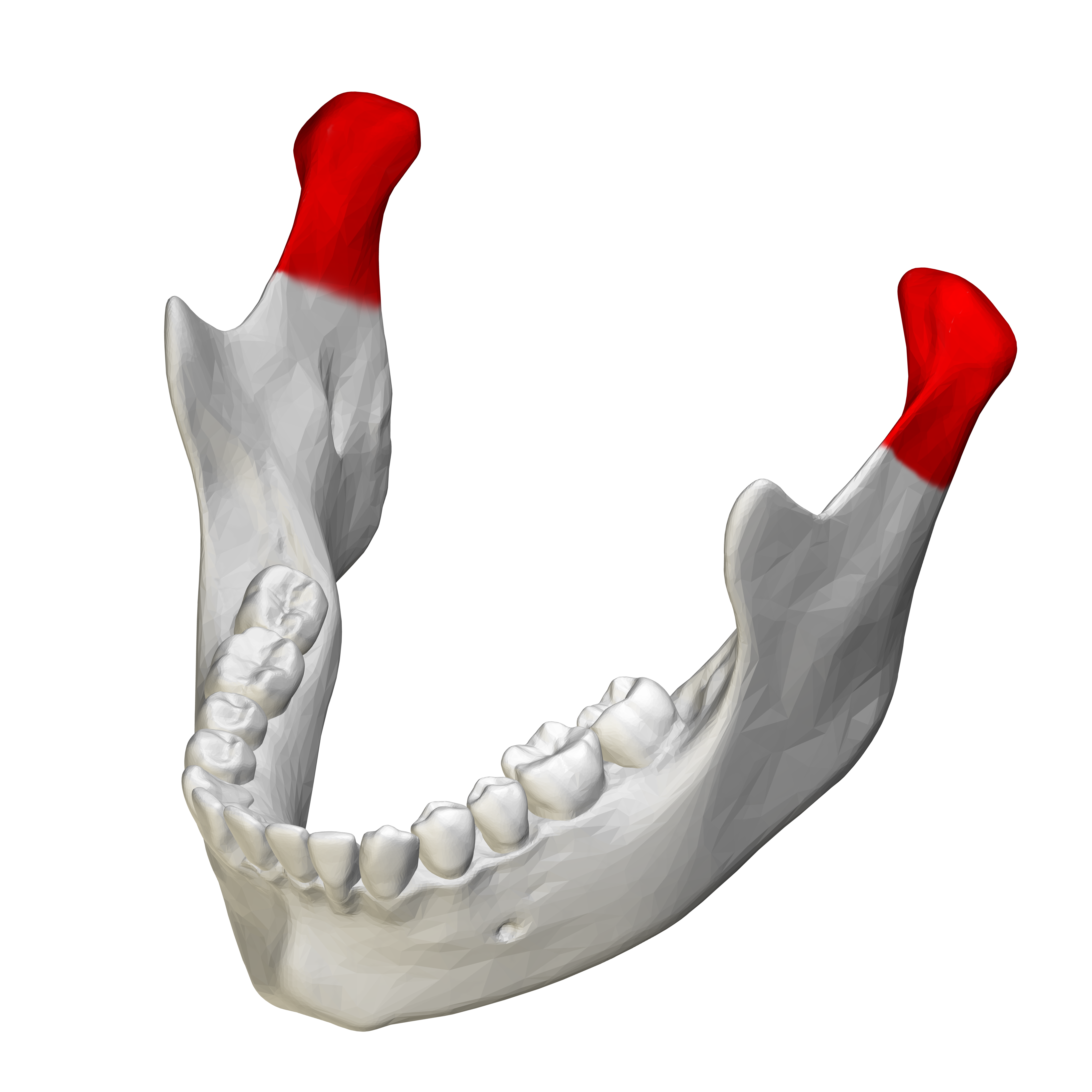
الناتىء شبه اللقمي  مبين باللون الأحمر.
الناتىء شبه اللقمي  مبين باللون الأحمر.
موضع لقمة القذالي مبين باللون الأحمر.